# 2 (2 Brothers on the 4th Floor)
2 è il secondo e ultimo album del gruppo musicale eurodance 2 Brothers on the 4th Floor, pubblicato nel 1996.

## Tracce
1. Come Take My Hand - 5:14
2. There's a Key - 3:58
3. Fairytales - 3:31
4. One Day - 3:18
5. Fly (Through The Starry Night) - 3:29
6. All I Wanna Do - 3:56
7. Mirror of Love - 3:30
8. Real-X - 4:45
9. Euro Megamix - 6:09
10. Happy Hardcore Megamix - 4:33
11. Come Take My Hand (Cooly's Jungle Mix) - 5:25
12. Fairytales (Charly Lownoise & Mental Theo Rave Edit - 4:09
13. Mirror of Love (Mastermindz Freaky R&B Mix) - 4:10
14. There's A Key (Dance Therapy Remixx) - 5:16

## Classifiche
| Classifica (1996) | Posizione raggiunta |
| ----------------- | ------------------- |
| Paesi Bassi       | 18                  |